# Crystal Lake (hrabstwo Marquette)
Crystal Lake – miasto w Stanach Zjednoczonych, w stanie Wisconsin, w hrabstwie Marquette.